# Santa Clara (Utah)
Santa Clara is een plaats (city) in de Amerikaanse staat Utah, en valt bestuurlijk gezien onder Washington County.

## Demografie
Bij de volkstelling in 2000 werd het aantal inwoners vastgesteld op 4630.
In 2006 is het aantal inwoners door het United States Census Bureau geschat op 6280, een stijging van 1650 (35,6%).

## Geografie
Volgens het United States Census Bureau beslaat de plaats een oppervlakte van
12,6 km², geheel bestaande uit land. Santa Clara ligt op ongeveer 939 m boven zeeniveau.

## Plaatsen in de nabije omgeving
De onderstaande figuur toont nabijgelegen plaatsen in een straal van 32 km rond Santa Clara.